# Robert Kidiaba
Robert Kidiaba Muteba (Kipushi, 1976. február 1. –) kongói labdarúgókapus, jelenleg volt klubja, a TP Mazembe kapusedzői posztját tölti be.

## Karrier

### Klub
2002-ben csatlakozott a TP Mazembe együtteséhez, és kimagasló teljesítményével hozzájárult csapata sikereihez, így a hazai, valamint a nemzetközi porondon is komoly eredményeket ért el. Tagja volt a 2010-es klubvilágbajnokságon ezüstérmet szerzett gárdának.

### Válogatott
A kongói DK válogatott tagjaként részt vett a 2004-es és a 2013-as afrikai nemzetek kupáján.

## Sikerei, díjai

### Hazai
- Kongói DK bajnok (8):  2006, 2007, 2009, 2011, 2012, 2013, 2014, 2016
- Kongói DK szuperkupagyőztes (3): 2013, 2014, 2016

### Nemzetközi
- CAF-bajnokok ligája győztes (3): 2009, 2010, 2015
- CAF-szuperkupa győztes (2): 2010, 2011
- Klubvilágbajnoki ezüstérmes (1): 2010